# Seina Kasugai
Seina Kasugai (春日井静奈, Kasugai Seina, née le 10 avril 1978 à Aomori city, Aomori, Japon) est une actrice japonaise.

## Filmographie

### Films
- 2001 : Love on a Diet (Shôshen nan'nu)
- 2002 : Mou Man Tai 2 (無問題2)
- 2002 : The Stewardess (alias Kyo Onna au Japon, Fai seung hung che en Chine)
- 2004 : Godzilla: Final Wars
- 2009 : BABY BABY BABY!

### Drama
- San Daime no Yome! (TBS, 2008)
- Kuitan 2 (NTV, 2007, ep10-11)
- Sexy Voice and Robo (NTV, 2007, ep3)
- Kuitan SP (NTV, 2006)
- Byakuyako (TBS, 2006)
- Shiawase ni Naritai! (TBS, 2005)
- Dollhouse (TBS, 2004)
- Watashi no Aozora (NHK, 2000)
- Asuka (NHK, 1999)
- Tabloid (Fuji TV, 1998)
- Gift (Fuji TV, 1997)

## Liens
- (ja) Fiche officielle
- (ja) Blog officiel
- (en) Fiche sur l'IMDB